# Chung kết Cúp FA 2021
Trận chung kết Cúp FA 2021 là trận đấu cuối cùng của Cúp FA 2020–21 và là trận chung kết lần thứ 140 của Cúp FA. Trận đấu được tổ chức tại sân vận động Wembley ở thủ đô Luân Đôn, Anh, vào ngày 15 tháng 5 năm 2021. Trận đấu là cuộc đọ sức giữa Chelsea và Leicester City.
Câu lạc bộ từng bốn lần giành ngôi á quân, Leicester City, giành chiến thắng 1-0 để có được danh hiệu FA Cup đầu tiên của họ. Với tư cách là đội vô địch, họ sẽ có mặt tại vòng bảng UEFA Europa League 2021-22, trừ khi họ đủ điều kiện tham dự vòng bảng Champions League thông qua thành tích tại giải vô địch quốc gia.
Trận đấu nằm trong chuỗi sự kiện cho phép một lượng lớn khán giả vào sân sau đại dịch COVID-19 tại Anh. Đây cũng là sự kiện thử nghiệm cho hộ chiếu vaccine COVID-19, nhưng chúng không bắt buộc.
Trận đấu được truyền hình trực tiếp trên lãnh thổ nước Anh trên kênh BBC One (phát sóng miễn phí) và BT Sport 1 (truyền hình trả tiền). Các đài phát thanh BBC Radio 5 Live, Talksport và hai đài phát thanh trực thuộc BBC tại địa phương London và Leicester chịu trách nhiệm phát thanh trận đấu này.

## Đường đến trận chung kết

### Chelsea
| Vòng                                                         | Đối thủ              | Tỷ số |
| ------------------------------------------------------------ | -------------------- | ----- |
| 3                                                            | Morecambe (H)        | 4–0   |
| 4                                                            | Luton Town (H)       | 3–1   |
| 5                                                            | Barnsley (A)         | 1–0   |
| TK                                                           | Sheffield United (H) | 2–0   |
| BK                                                           | Manchester City (N)  | 1–0   |
| Ghi chú: (H) = Sân nhà; (A) = Sân khách; (N) = Sân trung lập |                      |       |

Là một câu lạc bộ Premier League, Chelsea tham gia vòng 3, nơi họ chơi trên sân nhà Stamford Bridge gặp đội bóng của League Two Morecambe, đội đã bị ảnh hưởng bởi đợt bùng phát COVID-19 tại câu lạc bộ trước trận đấu. Mason Mount mở tỷ số ở phút 18 bằng một pha lập công ở cự ly 23m trước khi Timo Werner nâng tỷ số lên 2–0 cho Chelsea trước khi hiệp một kết thúc từ cự ly gần. Callum Hudson-Odoi ghi bàn bốn phút sau hiệp 2 và Kai Havertz nâng tỷ số lên 4–0 sau đường chuyền của César Azpilicueta. Ở vòng 4, họ gặp đội Championship Luton Town trên sân nhà. Chelsea dẫn trước 2–0 ở phút thứ 17 với hai bàn thắng của Tammy Abraham. Jordan Clark rút ngắn tỉ số, ghi bàn sau sai lầm của Kepa Arrizabalaga nhưng Abraham hoàn tất hat-trick ở phút 74. Werner đá hỏng quả phạt đền muộn và trận đấu kết thúc với tỷ số 3–1 nghiêng về Chelsea.
Đối thủ của họ ở vòng 5 là Barnsley thi đấu ở Championship, đội mà họ đã thi đấu trên sân khách tại Oakwell. Sau hiệp một không bàn thắng, Abraham đưa Chelsea dẫn trước ở giữa hiệp hai với cú sút trúng đích duy nhất của đội anh trong trận đấu. Cú sút muộn của Michael Sollbauer đã bị Abraham phá ra khỏi vạch vôi, và Chelsea tiến vào tứ kết với chiến thắng 1–0. Ở đó, họ thi đấu với đội bóng Premier League là Sheffield United tại Stamford Bridge. Giữa hiệp một, Chelsea dẫn trước khi Oliver Norwood cản phá đường chuyền của Ben Chilwell vào lưới Sheffield United để đá phản lưới nhà. Vào thời gian bù giờ của hiệp hai, Chelsea phản công khi Sheffield United đẩy các cầu thủ lên và pha lập công ở phút 90 + 2 của Hakim Ziyech ấn định chiến thắng 2–0. Chelsea sau đó đối đầu với đội đầu bảng Premier League Manchester City trong trận bán kết tại Sân vận động Wembley, nơi được sử dụng làm địa điểm trung lập. Hiệp một kết thúc không bàn thắng và sang hiệp hai, Ziyech ghi bàn từ đường chuyền của Werner. Không có thêm bàn thắng nào được ghi và Chelsea lọt vào trận chung kết lần thứ tư sau 5 năm bằng chiến thắng 1–0.

### Leicester City
| Vòng                                                         | Đối thủ                    | Tỷ số |
| ------------------------------------------------------------ | -------------------------- | ----- |
| 3                                                            | Stoke City (A)             | 4–0   |
| 4                                                            | Brentford (A)              | 3–1   |
| 5                                                            | Brighton & Hove Albion (H) | 1–0   |
| TK                                                           | Manchester United (H)      | 3–1   |
| BK                                                           | Southampton (N)            | 1–0   |
| Ghi chú: (H) = Sân nhà; (A) = Sân khách; (N) = Sân trung lập |                            |       |

Là một câu lạc bộ Premier League, Leicester City bắt đầu ở vòng 3 gặp đội Championship Stoke City trên Sân vận động Bet365. Sam Vokes của đội chủ nhà tung cú sút vọt xà ngang trước khi James Justin mở tỷ số cho Leicester ở phút 34. Marc Albrighton nhân đôi cách biệt ở phút thứ mười bốn vào hiệp hai trước khi các pha lập công của Ayoze Pérez và Harvey Barnes ấn định chiến thắng 4–0. Ở vòng 4, họ đấu với đội Championship Brentford tại Sân vận động Cộng đồng Brentford. Mads Bech Sørensen đưa đội chủ nhà dẫn trước ở phút thứ bảy để giúp họ dẫn trước 1–0 trong hiệp một. Trong vòng một phút sau khi bắt đầu hiệp hai, Cengiz Ünder đã ghi bàn từ đường chuyền của James Maddison để san bằng tỷ số. Youri Tielemans sau đó bị phạm lỗi trong vòng cấm Brentford và thực hiện quả phạt đền nâng tỉ số lên 2-1 cho Leicester City. Maddison sau đó ghi bàn từ một pha phản công sau khi thủ môn Luke Daniels của Brentford không cản phá được cú sút của Barnes, giúp Leicester City giành chiến thắng 3–1.
Trận đấu ở vòng 5 của Leicester diễn ra trên sân nhà King Power gặp đội bóng ở Premier League Brighton & Hove Albion. Sau hiệp một không bàn thắng, cả Ünder và Andi Zeqiri của Brighton đều ghi bàn thắng nhưng không được công nhận trước khi Kelechi Iheanacho đánh đầu sau đường chuyền của Tielemans ở phút bù giờ thứ hai để giúp đội của anh ấy giành chiến thắng 1–0. Leicester tiếp tục đấu với đội bóng ở Premier League Manchester United trên sân nhà trong trận tứ kết. Iheanacho tận dụng đường chuyền ngược không tốt của Fred để ghi bàn vào lưới Dean Henderson ở phút 24. Mason Greenwood gỡ hòa cho Manchester United bảy phút trước khi hiệp một kết thúc nhưng Tielemans đã khôi phục lợi thế dẫn trước một bàn cho Leicester bằng một cú sút chìm ở phút 52. Iheanacho ghi bàn thứ hai và thứ ba cho Leicester mười hai phút trước khi trận đấu kết thúc để giành chiến thắng 3–1. Sân vận động Wembley tổ chức trận bán kết với tư cách là một địa điểm trung lập, nơi Leicester City đối đầu với Southampton, một đội bóng ở Premier League, trước 4.000 khán giả như một phần của kế hoạch thí điểm nhằm nới lỏng các hạn chế do COVID-19. Không có bàn thắng nào được ghi trong hiệp một nhưng pha lập công ở phút 55 của Iheanacho đã mang về chiến thắng 1–0 cho Leicester City và giành quyền vào chung kết FA Cup đầu tiên kể từ năm 1969.

## Trước trận đấu
Đây là lần thứ 15 Chelsea góp mặt trong trận Chung kết FA Cup và là lần thứ tư trong 5 mùa giải gần nhất. Tuy nhiên, họ chỉ thắng được 1 trận, đó là chiến thắng 1-0 trước Manchester United tại trận chung kết năm 2018. Họ đã thắng 8 trong 14 trận chung kết trước đó, mặc dù 7 trong tổng số 8 chiến thắng đó đã diễn ra trước năm 1997. Leicester đã vào chung kết bốn lần (tính đến năm 2021), mà chưa có bất kỳ chiến thắng nào. Lần gần nhất họ vào đến chung kết là vào năm 1969 và thất bại trước Manchester City.

## Trận đấu

### Chi tiết
| Chelsea | 0–1      | Leicester City |
| ------- | -------- | -------------- |
|         | Chi tiết | Tielemans 63'  |

| Chelsea | Leicester City |

| GK               | 1  | Kepa Arrizabalaga     |     |     |
| CB               | 28 | César Azpilicueta (c) |     | 76' |
| CB               | 6  | Thiago Silva\|        |     |     |
| CB               | 2  | Antonio Rüdiger       |     |     |
| RM               | 24 | Reece James           |     |     |
| CM               | 7  | N'Golo Kanté          |     |     |
| CM               | 5  | Jorginho              |     | 75' |
| LM               | 3  | Marcos Alonso         |     | 68' |
| AM               | 22 | Hakim Ziyech          |     | 68' |
| AM               | 19 | Mason Mount           |     |     |
| CF               | 11 | Timo Werner           | 40' | 82' |
| Dự bị:           |    |                       |     |     |
| GK               | 16 | Édouard Mendy         |     |     |
| DF               | 15 | Kurt Zouma\|          |     |     |
| DF               | 21 | Ben Chilwell          |     | 68' |
| DF               | 33 | Emerson               |     |     |
| MF               | 10 | Christian Pulisic     |     | 68' |
| MF               | 20 | Callum Hudson-Odoi    |     | 76' |
| MF               | 23 | Billy Gilmour         |     |     |
| MF               | 29 | Kai Havertz           |     | 75' |
| FW               | 18 | Olivier Giroud        |     | 82' |
| Huấn luyện viên: |    |                       |     |     |
| Thomas Tuchel    |    |                       |     |     |

| GK               | 1  | Kasper Schmeichel (c) |     |     |
| CB               | 3  | Wesley Fofana         | 36' |     |
| CB               | 6  | Jonny Evans           |     | 34' |
| CB               | 4  | Çağlar Söyüncü        |     |     |
| RM               | 27 | Timothy Castagne      |     |     |
| CM               | 8  | Youri Tielemans       |     |     |
| CM               | 25 | Wilfred Ndidi         |     |     |
| LM               | 33 | Luke Thomas           |     | 82' |
| AM               | 17 | Ayoze Pérez           |     | 82' |
| CF               | 14 | Kelechi Iheanacho     |     | 67' |
| CF               | 9  | Jamie Vardy           |     |     |
| Dự bị:           |    |                       |     |     |
| TM               | 12 | Danny Ward            |     |     |
| DF               | 5  | Wes Morgan            |     | 82' |
| DF               | 18 | Daniel Amartey        |     |     |
| DF               | 21 | Ricardo Pereira       |     |     |
| MF               | 10 | James Maddison        |     | 67' |
| MF               | 11 | Marc Albrighton       |     | 34' |
| MF               | 20 | Hamza Choudhury       |     | 82' |
| MF               | 24 | Nampalys Mendy        |     |     |
| MF               | 26 | Dennis Praet          |     |     |
| Huân luyện viên: |    |                       |     |     |
| Brendan Rodgers  |    |                       |     |     |

| Cầu thủ xuất sắc nhất trận đấu: Youri Tielemans (Leicester City) Trợ lý trọng tài: Stuart Burt (Northamptonshire) Simon Bennett (Staffordshire) Trọng tài thứ 4: Stuart Attwell (Birmingham) Trợ lý trọng tài dự bị: Dan Cook (Hampshire) Trợ lý trọng tài video: Chris Kavanagh (Manchester) Trợ lý của tổ trợ lý trọng tài video: Sian Massey-Ellis (Birmingham) | Luật trận đấu: - 90 phút thi đấu - 30 phút hiệp phụ nếu tỷ số hoà - Loạt sút luân lưu nếu tỷ số vẫn hoà - 9 cầu thủ dự bị - Tối đa thay cầu thủ là 5 người, được thêm 1 lượt thay cầu thủ ở hiệp phụ |